# Super Bowl XIII
Super Bowl XIII var den 13:e upplagan av Super Bowl, finalmatchen i amerikansk fotbolls högsta liga, National Football League, för säsongen 1978. Matchen spelades den 21 januari 1979 mellan Pittsburgh Steelers och Dallas Cowboys, och vanns av Pittsburgh Steelers. De kvalificerade sig genom att vinna slutspelet i konferenserna American Football Conference respektive National Football Conference. Värd för Super Bowl XIII var Miami Orange Bowl i Miami i Florida.
De båda lagen möttes även i Super Bowl X, även då vann Pittsburgh. Båda lagen hade också chansen att bli först att vinna tre stycken Super Bowl, och båda lagens quarterbacks hade varit med och vunnit de två tidigare. 